# El Puerquito
El Puerquito är en ort i Mexiko.   Den ligger i kommunen Ocampo och delstaten Guanajuato, i den centrala delen av landet, 300 km nordväst om huvudstaden Mexico City. El Puerquito ligger 2 200 meter över havet och antalet invånare är 172.
Terrängen runt El Puerquito är platt åt sydväst, men åt nordost är den kuperad. Runt El Puerquito är det ganska glesbefolkat, med 31 invånare per kvadratkilometer. Närmaste större samhälle är Ocampo, 8,7 km nordväst om El Puerquito. Omgivningarna runt El Puerquito är i huvudsak ett öppet busklandskap.